# 40206 Lhenice
40206 Lhenice è un asteroide della fascia principale. Scoperto nel 1998, presenta un'orbita caratterizzata da un semiasse maggiore pari a 3,1289349 UA e da un'eccentricità di 0,1073241, inclinata di 13,87814° rispetto all'eclittica.
È dedicato a Lhenice, comune della Repubblica Ceca.